# Lejsčík šedoprsý
Lejsčík šedoprsý (Eopsaltria griseogularis) je pták z čeledi lejsčíkovitých žijící v Austrálii. Žije jednak v oblasti jihozápadní Austrálie, jednak v západní části mořského pobřeží Jižní Austrálie až po poloostrov Eyre, který obývá celý. Živí se především hmyzem.
Poprvé jej popsal John Gould v roce 1838 a už v třicátých letech se dostal do sbírek Londýnské zoologické společnosti. Jedná se o málo dotčený taxon. Český druhový název je víceméně překladem z latiny, neboť griseus znamená šedý a gula znamená hrdlo.